# Чербу (Тулћа)
Чербу (рум. Cerbu) насеље је у Румунији у округу Тулћа у општини Тополог. Oпштина се налази на надморској висини од 232 m.

## Становништво
Према подацима из 2002. године у насељу је живело 325 становника, од којих су сви румунске националности.